# 李延信
李延信，北宋初年党项族军事首领，李继迁从弟。
宋太宗雍熙二年（985年）二月，向李继迁进献取银州之策，主张弃漠北而图谋银州，以求立足。入据银州后，他参与共举李继迁为都知蕃落使，权知定难军留后，自己受封行军司马，淳化五年（994年）八月，奉李继迁之命出使宋朝进献驼马谢罪。太宗召见得抚赏而还。宋真宗景德元年（1004年），李德明嗣位后，任命他为银州防御使。